# Melchior Heßler
Melchior Heßler (* um 1619 in Mehlis; † 18. April 1690 in Frankfurt am Main) war ein deutscher Ingenieur und Baumeister.
Heßler war Ingenieur der Artillerie und trat vermutlich ab 1661 als Stückleutnant und Stadtbaumeister in den Dienst der Freien Reichsstadt Frankfurt am Main. Sein Dienstbrief datiert vom 29. Mai 1675.
Da während seiner Amtszeit kaum Neubauten in Frankfurt entstanden, beschränkte sich seine Aufgabe im Wesentlichen auf die Instandhaltung der städtischen Bausubstanz. Zu seinen wichtigsten Neubauten zählen der Ausbau der 1627 nach Plänen von Johann Wilhelm Dilich begonnenen Festungsanlagen.
Vor allem aber erbaute Melchior 1678 bis 1681 die Katharinenkirche, den ersten protestantischen Kirchenneubau in Frankfurt seit der Reformation. Die einschiffige Hallenkirche zeigt sowohl gotische Stilelemente (z. B. im Maßwerk der Fenster und in den Strebepfeilern), als auch barocke (z. B. in den Portalen und der welschen Haube des Turmes). Mit ihrer konsequenten Ausrichtung als Predigtkirche, verbunden mit einem reichen Bilderschmuck mit biblischen Motiven, wurde sie zum Vorbild für mehrere weitere protestantische Kirchen: die Dreifaltigkeitskirche in Speyer (1701–1717) und die Dreifaltigkeitskirche in Worms (1709–1725).